# Ussolje-Sibirskoje
Ussolje-Sibirskoje (russisch Усо́лье-Сиби́рское) ist eine Stadt in der ostsibirischen Oblast Irkutsk (Russland) mit 83.327 Einwohnern (Stand 14. Oktober 2010).

## Geographie
Die Stadt liegt am Rand der nördlichen Vorberge des Ostsajan am linken Ufer der Angara, in der Nähe der Großstadt Angarsk etwa 75 Kilometer in nordwestlicher Richtung von der Oblasthauptstadt Irkutsk entfernt.
Ussolje-Sibirskoje ist Verwaltungszentrum des Rajons Ussolje.

## Geschichte
Der Ort wurde 1669 unter dem Namen Ussolje als eine der ältesten russischen Siedlungen im Angaragebiet von den Kosakenbrüdern Michaljow gegründet, die hier eine salzhaltige Quelle entdeckten und mit der Salzsiederei begannen. Darauf bezieht sich auch der Ortsname: sol steht im Russischen für Salz; ussolje ist eine – heute veraltete – Bezeichnung für Orte, an denen Salz vorkommt oder gesiedet wird.
Im 18. Jahrhundert wurde der Moskauer Trakt, Ende des 19. Jahrhunderts die Transsibirische Eisenbahn durch den Ort geführt.
1925 wurde das Stadtrecht verliehen. Als der gleichnamige Ort Ussolje im Kamagebiet 1940 ebenfalls das Stadtrecht erhielt, erfolgte zur Vermeidung von Verwechslungen die Umbenennung des sibirischen Ussolje (wörtliche Übersetzung) im Ussolje-Sibirskoje.
Von 1947 bis 1953 existierte in Ussolje-Sibirskoje ein Straflager im System des Gulag.

### Bevölkerungsentwicklung
| Jahr | Einwohner |
| ---- | --------- |
| 1897 | 3.000     |
| 1926 | 8.000     |
| 1939 | 20.124    |
| 1959 | 48.494    |
| 1970 | 86.747    |
| 1979 | 103.036   |
| 1989 | 106.496   |
| 2002 | 90.161    |
| 2010 | 83.327    |

Anmerkung: Volkszählungsdaten (bis 1926 gerundet)

## Kultur und Sehenswürdigkeiten
In der Stadt gibt es ein Museum zur Geschichte der Salzförderung in Sibirien.

## Wirtschaft und Infrastruktur

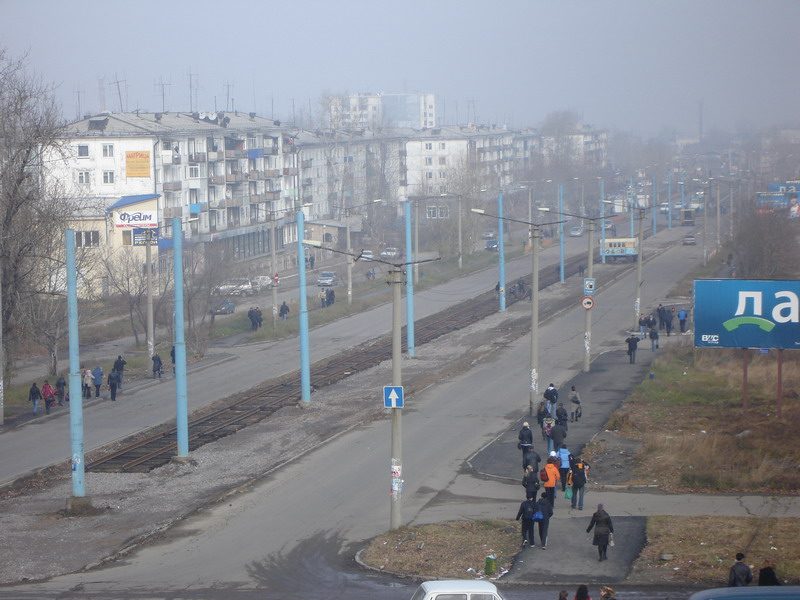
Eine Straße im Stadtzentrum (in deren Mitte ist eine sich im Bau befindende Straßenbahnstrecke zu sehen)

Seit der Aufnahme des Untertageabbaus 1956 entwickelte sich Ussolje zum größten Speisesalzlieferanten Russlands. Auch auf Grundlage des Salzabbaus entstanden mehrere chemische Werke, wie Ussoljechimprom. Daneben gibt es Betriebe des Maschinenbaus (Ussolmasch für Bergbauausrüstungen), der holzverarbeitenden, Leicht- und Lebensmittelindustrie.
Ussolje-Sibirskoje ist eine Station an der Transsibirischen Eisenbahn (Streckenkilometer 5117 ab Moskau). Durch die Stadt führt auch die Fernstraße M53 von Nowosibirsk über Krasnojarsk nach Irkutsk, Teil der transsibirischen Straßenverbindung.
Ein Teil des Personennahverkehrs der Stadt wird von der Straßenbahn Ussolje-Sibirskoje durchgeführt.

## Söhne und Töchter der Stadt
- Jelisaweta Bagrjanzewa (1929–1996), Leichtathletin (Diskuswurf)
- Nadeschda Tschischowa (* 1945), Leichtathletin und Olympiasiegerin (Kugelstoßen)
- Dmitri Apanassenko (* 1967), Wasserballspieler[3]
- Albert Pakejew (* 1968), Boxer
- Natalja Iwanowa (* 1971), Taekwondoin
- Eduard Chrennikow (* 1973), Ski-Orientierungsläufer
- Alexei Kriwtschenkow (* 1974), Eishockeyspieler